# 윌리엄 리치
윌리엄 리치(William Leach, 1944년-) 미국 콜럼비아 대학교의 교수이다. 그의 연구 분야는 현대미국문화사(modern American cultural history)이다. 1965년 럿커스 대학에서 석사와 1976년 로체스터 대학에서 박사를 받았다. 그의 책, 욕망의 땅(Land of Desire)은 1993년 미국 내셔널 북 어워드 최종 수상작이었고, 허버트 후버 대통령 도서관이 주관하는 허버트 후버 도서 상을 받았다. 이 책에서 리치는 "존 워너메이커의 신앙이 개인주의적이고 내면적인 영성에 그쳤을 뿐, 세속적인 풍조를 향한 예언자적인 비판과 성찰로 나아가지는 못했다는 점"을 비판한다.
그는 여러 곳, 즉 구겐하임 재단, 우드로우 윌슨 국제 센터, 인문학 분야 네셔살 수상, 뉴욕대학교에서 주는 인문학을 위한 뉴욕 연구소에서 상을 받았다. 그의 출판물들은 다음과 같다. Butterfly People. An American Encounter With the Beauty of the World (2013); Country of Exiles: The Destruction of Place in American Life (1999); Land of Desire : Merchants, Power, and the Rise of a New American Culture (1993); and True Love and Perfect Union: The Feminist Reform of Sex and Society(1980).